# Acartiidae
Acartiidae – rodzina małych skorupiaków z podgromady widłonogów i rzędu Calanoida. Obejmuje pięć rodzajów i ponad 80 gatunków.

## Podział systematyczny
W obrębie rodziny Acartiidae wyróżnia się następujące rodzaje:
- Acartia Dana, 1846
- Acartiella Sewell, 1914
- Paracartia Scott T., 1894
- Paralabidocera Wolfenden, 1908
- Pteriacartia Belmonte, 1998 – jedynym przedstawicielem jest Pteriacartia josephinae (Crisafi, 1974)